# Discographie de Rachid Taha
 (juin 2011).
Cette page présente la discographie complète de Rachid Taha :
| Titre                                              | Année | Label                    | Format                        | Groupe          | Notes                                                           |
| -------------------------------------------------- | ----- | ------------------------ | ----------------------------- | --------------- | --------------------------------------------------------------- |
| Carte de séjour                                    | 1983  |                          | Album                         | Carte de séjour | Maxi 45 tours                                                   |
| Bleu de Marseille                                  | 1984  |                          | Single                        | Carte de séjour |                                                                 |
| Bleu de Marseille                                  | 1984  |                          | Vidéo                         | Carte de séjour |                                                                 |
| Rhorhomanie                                        | 1984  |                          | Album                         | Carte de séjour |                                                                 |
| 2½ (Deux et demi)                                  | 1986  |                          | Album                         | Carte de séjour |                                                                 |
| Douce France                                       | 1986  |                          | Single                        | Carte de séjour |                                                                 |
| Douce France                                       | 1987  |                          | Vidéo                         | Carte de séjour |                                                                 |
| Ramsa                                              | 1987  |                          | Single                        | Carte de séjour |                                                                 |
| Ramsa (Cinq)                                       | 1987  |                          | Album                         | Carte de séjour |                                                                 |
| Barbès                                             | 1991  |                          | Album                         | Solo            | 1er titre solo (après la séparation de Carte de Séjour en 1990) |
| Barbès                                             | 1991  |                          | Vidéo                         | Solo            |                                                                 |
| Voilà, Voilà                                       | 1993  |                          | Single                        | Solo            |                                                                 |
| Voilà, Voilà                                       | 1993  |                          | Vidéo                         | Solo            |                                                                 |
| Rachid Taha                                        | 1993  |                          | Album                         | Solo            |                                                                 |
| Indie                                              | 1993  |                          | Vidéo                         | Solo            |                                                                 |
| Olé Olé                                            | 1995  | Mango                    | Album                         | Solo            |                                                                 |
| Non, non, non                                      | 1995  |                          | Vidéo                         | Solo            |                                                                 |
| Olé Olé (2e édition)                               | 1996  | Disques Barclay          | Album                         | Solo            |                                                                 |
| Carte blanche                                      | 1997  |                          | Album                         | Solo            |                                                                 |
| Ya Rayah                                           | 1997  |                          | Single                        | Solo            |                                                                 |
| Ya Rayah                                           | 1997  |                          | Vidéo                         | Solo            |                                                                 |
| Diwân                                              | 1998  | Wrasse Records           | Album (live)                  | Solo            |                                                                 |
| Ida                                                | 1998  |                          | Vidéo                         | Solo            |                                                                 |
| 1, 2, 3 Soleils                                    | 1999  | Disques Barclay          | Album (live) simple ou double | Solo            | à Paris Bercy avec Khaled et Faudel                             |
| 1, 2, 3 Soleils                                    | 1999  | Disques Barclay          | Vidéo (live)                  | Solo            | à Paris Bercy avec Khaled et Faudel                             |
| Made in Medina                                     | 2000  |                          | Album                         | Solo            |                                                                 |
| Hey Anta                                           | 2000  |                          | Vidéo                         | Solo            |                                                                 |
| Barra, Barra                                       | 2001  |                          | Single                        | Solo            |                                                                 |
| Rachid Taha Live (Visite de la Médina) à Bruxelles | 2001  |                          | Album (live)                  | Solo            |                                                                 |
| Rachid Taha en concert live à Paris                | 2001  |                          | Vidéo (live)                  | Solo            |                                                                 |
| Tékitoi                                            | 2004  | Wrasse Records           | Album                         | Solo            |                                                                 |
| Tékitoi                                            | 2004  |                          | Vidéo                         | Solo            |                                                                 |
| Rock el Casbah                                     | 2004  |                          | Vidéo                         | Solo            |                                                                 |
| Écoute-moi camarade                                | 2006  |                          | Single                        | Solo            |                                                                 |
| Écoute-moi camarade                                | 2006  |                          | Vidéo                         | Solo            |                                                                 |
| Diwân 2                                            | 2006  | Wrasse Records           | Album                         | Solo            |                                                                 |
| Agatha                                             | 2006  |                          | Vidéo                         | Solo            |                                                                 |
| The Definitive Collection                          | 2007  | Wrasse Records           | Album                         | Solo            |                                                                 |
| Ma parabole d'honneur                              | 2007  |                          | Vidéo                         | Solo            |                                                                 |
| Rock’n Raï                                         | 2008  |                          | Album                         | Solo            |                                                                 |
| Bonjour                                            | 2009  | Knitting Factory Records | Album                         | Solo            | avec Gaëtan Roussel et Bruno Maman                              |
| Bonjour                                            | 2009  | Knitting Factory Records | Vidéo                         | Solo            | avec Gaëtan Roussel                                             |
| Zoom                                               | 2013  | Naïve                    | Album                         | Solo            |                                                                 |
| Je suis africain                                   | 2019  | Naïve Records            | Album                         | Solo            |                                                                 |